# Mu Kanazaki
Mu Kanazaki (金崎 夢生, Kanazaki Mu) est un footballeur japonais né le 16 février 1989 à Tsu au Japon. Il évolue au poste d'avant-centre au FC Ryukyu.

## Biographie
Le 25 mars 2020, il est prêté pour une saison par le Sagan Tosu au Nagoya Grampus, club dans lequel il a déjà évolué entre 2010 et 2013.

## Palmarès
- Oita Trinita
  - Vainqueur de la Coupe de la Ligue japonaise en 2008

- Nagoya Grampus
  - Vainqueur du Championnat du Japon en 2010
  - Vainqueur de la Supercoupe du Japon en 2011

- Kashima Antlers
  - Vainqueur de la Coupe de la Ligue japonaise en 2015
  - Vainqueur du Championnat du Japon en 2016
  - Vainqueur du Coupe du Japon en 2016
  - Finaliste de la Coupe du monde des clubs en 2016